# Satō Naoki
Satō Naoki (佐藤 直紀 (Tá Đằng Trực Kỷ) Satō Naoki, sinh 2 tháng 5 năm 1970) là một nhà soạn nhạc và sản xuất nhạc cho các anime nổi tiếng. Ông sinh ngày 2 tháng 5 năm 1970 và lớn lên ở Chiba và Tokyo College of Music. Tại Giải Viện Hàn lâm Nhật Bản lần thứ 29 năm 2006, ông nhận được giải Âm nhạc xuất sắc nhất cho bài hát trong phim Always Sanchōme no Yūhi.

## Danh sách công việc
- Catnapped! The Movie (nhạc)
- Fire Boys (nhạc)
- X (OVA và TV anime series, 2001) (nhạc, theme song arrangement)
- Good Luck!! (OST, 2003)
- Waterboys (drama) (nhạc, 2003)
- Good Luck!! (TV drama) (nhạc, 2003)
- Futari wa Pretty Cure Max Heart (opening and ending themes arrangement)
- H2: Kimi to Ita Hibi (nhạc)
- Heroic Age (music)
- Kita e ~Diamond Dust Drops~ (nhạc)
- Mouse (nhạc)
- Moyashimon (nhạc)
- Neon Genesis Evangelion: The End of Evangelion (production collaboration)
- Orange Days (nhạc, 2004)
- Pretty Cure (nhạc, 2004-)
- Street Fighter II V (key animation supervisor for Ep. 1)
- Eureka Seven (TV anime series, 2005–2006) (nhạc)[1]
- Umizaru Evolution (nhạc, 2005)
- Lorelei (phim chủ đề, 2005)
- Sword of the Stranger (nhạc, 2007)
- Black Belt (Known in Japan as Kuro Obi [黒帯]) (music) - A film directed by Shunichi Nagasaki
- Barefoot Gen (drama) (nhạc, 2007)
- Sukisyo (Music)
- Machine Robo Rescue (Music)
- Hidden Fortress: The Last Princess (feature film, 2008, remake of the original 1958 Kurosawa movie)
- Ballad: Namonaki Koi no Uta (feature film, 2009)(Music)
- Ryōmaden (NHK taiga TV drama, 2010) (opening theme and soundtrack)
- Space Battleship Yamato (feature film, 2010) (nhạc)
- NHK Hotspot: Saigo no Rakuen: The Last Paradise Lưu trữ ngày 1 tháng 11 năm 2020 tại Wayback Machine (documentary, 2011) (nhạc)
- Blood-C (TV anime series, 2011) (nhạc)
- Human Naze Ningen ni Naretanoka (NHK Special, 2012) (nhạc)
- Blood-C: The Last Dark (anime film, 2012) (nhạc)
- Rurouni Kenshin (feature film, 2012) (nhạc / OST)
- Eien no Zero (feature film, 2013) (nhạc)
- Kano (feature film, 2014) (nhạc / OST)
- Rurouni Kenshin: Kyoto Inferno (feature film, 2014) (nhạc)
- Stand by Me Doraemon (phim anime, 2014) (nhạc)
- Rurouni Kenshin: Kết thúc một huyền thoại (feature film, 2014) (nhạc)
- Parasyte: Part 1 (feature film, 2014) (nhạc)
- Parasyte: Part 2 (feature film, 2015) (nhạc)
- Assassination Classroom (TV anime series, 2015) (nhạc)
- Stand by Me Doraemon 2 (phim anime, 2020) (nhạc)
- Thế vận hội Mùa hè 2020 (sự kiện, 2021) (nhạc cử cho lễ trao giải)